# Krummer See (Schenkendorf)
Der Krumme See ist 27,11 Hektar großes Gewässer in Schenkendorf, einem bewohnten Gemeindeteil im Ortsteil Schenkendorf-Krummensee der Stadt Mittenwalde im Landkreis Dahme-Spreewald im Land Brandenburg.

## Lage
Der Krumme See liegt südlich des Gemeindezentrums. Westlich befindet sich der weitere Gemeindeteil Krummensee, östlich Zeesen, ein Ortsteil der Stadt Königs Wusterhausen. Im Süden liegt das Naturschutzgebiet Sutschketal sowie der Gemeindeteil Groß Besten der Gemeinde Bestensee. Von dort fließt der Pritzelgraben als einziger Zufluss in den Krummen See, der am nördlichen Ufer wieder austritt und nach rund zwei Kilometern weiter nördlich in die Notte entwässert.

## Entstehung, Zustand und Nutzung
Der See entstand während der letzten Weichsel-Eiszeit, das durch abfließendes Schmelzwasser zunächst eine Rinne formte, aus der später der Pritzelgraben entstand. Aus archäologischen Untersuchungen ist bekannt, dass das Westufer des Sees bereits zur mittleren Steinzeit besiedelt war. Bis zum 18. Jahrhundert hatte der See keinen oberirdischen Abfluss. Dann wurde ein nördlich gelegener Sandriegel durchstochen, um vernässte Flächen am See und in der westlich angrenzenden Niederung des Krummenseer Luchs nutzbar zu machen. Am Ende des 19. Jahrhunderts schwankte der Wasserspiegel stark, als in Schenkendorf Braunkohle abgebaut wurde und daher eine Wasserhaltung erforderlich wurde. Mit dem Ende des Abbaus im Jahr 1899 stieg der Wasserspiegel wieder auf sein ursprüngliches Niveau an. Bei Untersuchungen in der Mitte des 1990er Jahre stellten Experten fest, dass der Krumme See als „nährstoffreich“ eingestuft werden konnte. Die Wasserqualität stieg deutlich an, nachdem die umliegenden Siedlungen an eine zentrale Abwasserentsorgung angeschlossen waren. Im 21. Jahrhundert liegen die Sichttiefen regelmäßig über 0,5 m. Die Badewasserqualität wird als „ausgezeichnet“ eingestuft.
Der See wird zu Badezwecke und dem Angelsport genutzt. Im See gedeiht neben einigen Teich- und Seerosen das Raue Hornblatt. Nachgewiesen wurden Segellibellen und Azurjungfern, der Fischreiher, der Kormoran und der Eisvogel. Im Wasser leben weiterhin Aale, Barsche, Bitterlinge, Brassen, Giebel, Graskarpfen, Gründlinge, Güster, Hechte, Karauschen, Karpfen, Kaulbarsche, Rotaugen, Rotfedern, Schleie, Ukeleie, Welse und Zander. Die Sportfischer Krummensee kümmern sich seit einigen Jahren um das Gewässer, in dem sie Kontrollen durchführen, die Einhaltung der Fischerei-Ordnung überprüfen und jährliche Aktionen durchführen, bei denen Müll gesammelt wird.
Das südöstlich Ufer des Krummen Sees gehört zum Naturschutzgebiet Sutschketal. Der Sutschketalwanderweg vom Bahnhof Königs-Wusterhausen nach Bestensee führt direkt am Seeufer entlang.